# Variella Aprilsasi Putri Lejarsari
Variella Aprilsasi Putri Lejarsari (* 6. April 1990 in Malang) ist eine indonesische Badmintonspielerin. 

## Karriere
Variella Aprilsasi Putri Lejarsari wurde bei den Greece International 2008 Zweite im Damendoppel und Dritte im Mixed. Bei den Iran Fajr International 2009 gewann sie die Dameneinzel- und die Damendoppelkonkurrenz. Im gleichen Jahr war sie bei den Bahrain International 2009 im Mixed erfolgreich. Bei den Indonesia International 2010 wurde sie Dritte im Mixed, bei den Indonesia International 2012 Zweite ebenso wie bei den Singapur International 2010 im Damendoppel.